# Кошаринці (Гайсинський район)
Коша́ринці (Kosarźynce, Cosarinet) — село в Україні, у  Бершадській міській громаді Гайсинського району Вінницької області.

## Географія
Розташоване на правому березі р. Південний Буг.
На північному заході від села річка Бучак впадає у Південний Буг.

## Історія
В середині ХVI ст. село Кошаринці належало магнатам Збаражським. 
Перші документальні відомості про село відносяться до 1629 року (Труды Подольського епархиального историко-статистического комитета под ред. Ефимия Сицинского).
З 1648 по 1712 було у складі Бершадської сотні Уманського полку.
У періоди 1672—1699 та 1783—1791 перебувало в Кам'янецькому еялеті, (або Подільський еялет) (Podolya Eyaleti, Kamaniçe Eyaleti) Османської імперії.
З 1774 по 1783 роки у складі Кримського ханства.
З 1792 році перебуває під владою Російської імперії (з 1996 року Ольгопільський повіт Подільської губернії).
У 1861 року була відкрита церковнопарафіяльна школа.
Останнім поміщиком в селі був М.Собанський, який втік у 1917 році.
7 (20) листопада 1917 року, відповідно до Третього Універсалу Української Центральної Ради, увійшло до складу Української Народної Республіки.
9.01.1918—11.1919, 25.04—07.1920, 9—25.11.1920 у складі Української народної республіки, Української держави
З 1922 року — адміністративно-територіально відноситься до Бершадського повіту Подільської губернії Української соціалістичної радянської республіки.
Під час другого голодомору у 1932—1933 роках, проведеного радянською владою, загинуло 280 осіб.
Під час Другої Світової війни — з 19.08.1941 по 29.01.1944 входить до Бершадського району Балтського повіту Трансністрії (Румунське королівство). Старші люди ще знають румунську. 
На двори було накладено 12 видів податків. Під страхом суворої кари запровадилась обов’язкова трудова повинність. Діяла комендантська година.
Діяло гетто, куди нацистами насильно зганялися євреї для компактного мешкання.
12 червня 2020 року, відповідно розпорядження Кабінету Міністрів України № 707-р «Про визначення адміністративних центрів та затвердження територій територіальних громад Вінницької області», село увійшло до складу Бершадської міської громади.
19 липня 2020 року, в результаті адміністративно-територіальної реформи та ліквідації Бершадського району, село увійшло до складу Гайсинського району.

## Пам'ятки
- Земляні вали “Залічище”[6] .
- Біля села є великі і малі кургани-поховання доби бронзи[7].
- Церква Різдва Пресвятої Богородиці (храмове свято 21 вересня, настоятель — протоієрей Савва).

Збудована у 1736 році. Церква була дерев’яною триверховою.  У 1878 році поруч зі старою було збудовано нову кам’яну одноверхову церкву.  Також згадується Церква Святої Трійці у с. Косаринці (село з такою назвою відсутнє, але географічно підходять село Кошаринці).
- Село відоме добре збереженими традиціями вишивки (зокрема, так званим «болгарським хрестом»).
- Сумівський — ботанічний заказник місцевого значення.

## Відомі люди
- Сімашкевич Микола Васильович — член Української Центральної Ради.
- Гонтарук Микола Миколайович — (25.09.1935 — 20.01.1994) — український педагог, науковець, ведучий методист України з проблем методики навчання фізики у середній школі, працював заступником директора Кошаринецької восьмирічної школи (1960 — 1964).
- Шубович Сергій Юрійович (11.10.1984 — 10.10.2023) — український військовик, учасник російсько-української війни[10].